# Satin

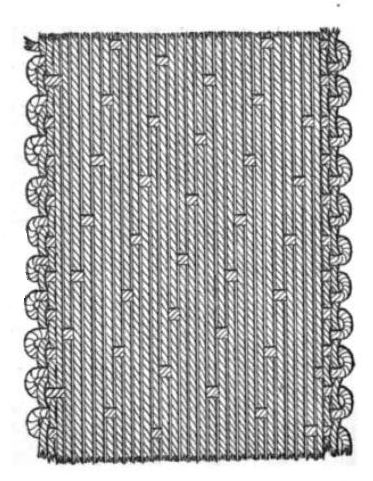
Țesătură din satin. Firele de urzeală sunt puse de sus în jos, bătătura mergând lateral pliat pe fiecare parte.

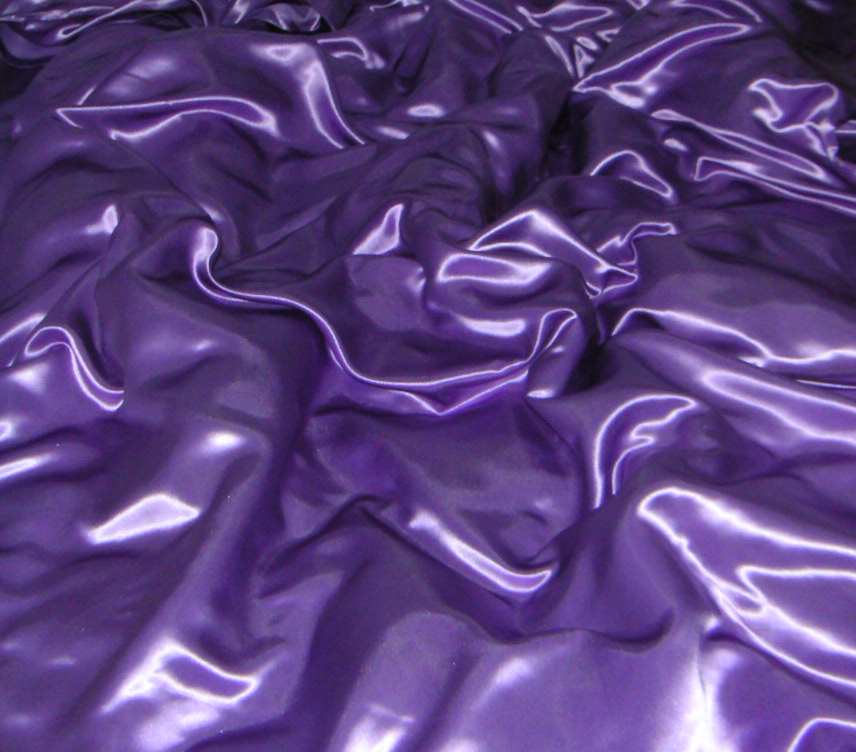
Material textil din satin violet

Satinul se referă la țesutul unei țesături și nu la material. Are, de obicei, o suprafață lucioasă și un  spate mat, unul dintre cele trei tipuri fundamentale de țesături textile împreună cu țesătură simplă și țesătură diagonală. Țesuta din satin se caracterizează prin patru sau mai multe fire de umplere sau bătătură care plutesc peste fire de urzeală, patru fire de urzeală plutind peste un singur fir de bătătură.

## Legături externe
- Materiale media legate de satin la Wikimedia Commons
- Definiția dicționarului Wikționar pentru satin